# Callipteris undulosa
Callipteris undulosa là một loài thực vật có mạch trong họ Woodsiaceae. Loài này được (Sw.) C. Presl miêu tả khoa học đầu tiên năm 1851.